# Ana Dalasena
Anna Dalassena, pomembna bizantinska plemkinja, * 1025, † 1102.
Bila je mati bizantinskega cesarja Alekseja I. Komnena. Poročena je bila z Ivanom Komnenom, bratom cesarja Izaka I. Komnena, ki je vladal v letih 1057-1059.
Po mnogih političnih prevratih v cesarstvu je na prestol prišel njen sin Aleksej I. Komnen, na katerega je imela mnogo let izredno velik vpliv. Sodobniki jo opisujejo kot modro in izjemno sposobno političarko, ki je kot regentka učinkovito vladala v Aleksejevi odsotnosti. 
Sin Aleksej jo je proti vsem ustaljenim navadam okronal za Cesarico Avgusto, čeprav je naslov po zakonu pripadal njeni snahi in Aleksejevi soprogi Ireni Dukas. S snaho Ireno sta bili, morda ravno zaradi tega, v stalnih sporih. Ana Dalasena je skrbela tudi za vzgojo in šolanje svoje vnukinje, zgodovinarke Ane Komnene.